# 鳥取テレトピア
株式会社鳥取テレトピア（とっとりテレトピア、Tottori Teletopia Co., Ltd.）は、鳥取県鳥取市をエリアとする第三セクターのケーブルテレビ局である。通称はいなばぴょんぴょんネット。番組の送信は日本海ケーブルネットワーク（NCN）に委託されており、番組の相互供給を受けている。
元はビデオテックス事業者で、キャプテンシステム（通称キャプテンとっとり）を運営していたが、2000年 - 2001年にケーブルテレビ事業者に転換した。

## 所在地
- 本社・放送センター - 鳥取県鳥取市安長221番地

## 歴史
- 1987年（昭和62年）11月 - 設立。当初はビデオテックス事業者で、キャプテンシステムの「キャプテンとっとり」を運営していた。
- 2000年（平成12年）7月1日 - NCNと業務提携。ケーブルテレビ局「いなばぴょんぴょんネット」を開局。
- 2001年（平成13年）3月31日 - 「キャプテンとっとり」を廃止。ビデオテックス事業から撤退。
- 2005年（平成17年）
  - 10月 - 鳥取市のケーブルテレビ事業によりサービス開始となる「河原町・用瀬町・佐治町地区」の加入申し込み開始。
  - 11月1日 - CSデジタル放送開始。
- 2006年（平成18年）10月1日 - 地上デジタル放送を開始。
- 2009年（平成21年）
  - 6月4日 - NHKラジオ第1放送の再送信サービス開始。
  - 12月1日 - 朝日放送の地上デジタル放送の再送信をトランスモジュレーション方式で開始。
- 2010年（平成22年）12月1日 - サンテレビの地上デジタル放送の再送信をトランスモジュレーション方式で試験的に開始。
- 2011年（平成23年）4月1日 - テレビせとうちの地上デジタル放送の再送信をトランスモジュレーション方式で開始。
- 2015年（平成27年）3月10日 - 12:00にNCNと同時にデジアナ変換終了。

## サービスエリア
- 鳥取県鳥取市（本庁管轄区域の一部・河原町・用瀬町・佐治町地区）
  - 番組はNCNから配信されている。

## 主な放送チャンネル

### 地上波系列別再放送局
| NHK-G   | NHK-E   | NNN/NNS      | ANN            | JNN       | TXN            | FNN/FNS            | JAITS      |
| ------- | ------- | ------------ | -------------- | --------- | -------------- | ------------------ | ---------- |
| NHK鳥取 | NHK鳥取 | 日本海テレビ | 朝日放送テレビ | BSSテレビ | テレビせとうち | さんいん中央テレビ | サンテレビ |

### テレビ局
| チャンネル（ID）           | 放送局                                       |
| 地上波                     | 地上波                                       |
| -------------------------- | -------------------------------------------- |
| 011(1)                     | 日本海テレビ                                 |
| 021(2)                     | NHK鳥取Eテレ                                 |
| 031-0(3)                   | NHK鳥取総合                                  |
| 061-1(4)                   | 朝日放送テレビ（STB視聴）                    |
| 031-1(5)                   | サンテレビ（STB視聴）                        |
| 061-0(6)                   | BSSテレビ                                    |
| 071(7)                     | TSCテレビせとうち（STB視聴）                 |
| 081(8)                     | さんいん中央テレビ                           |
| 111(11-1)                  | NCN地域情報チャンネル                        |
| 112(11-2)                  | NCN減災・ライブチャンネル                    |
| 121(12-1)                  | ぴょんぴょんチャンネル1                      |
| 122(12-2)                  | ぴょんぴょんチャンネル2                      |
| 2K BS放送                  |                                              |
| 101                        | NHK BS                                       |
| 141                        | BS日テレ                                     |
| 151                        | BS朝日                                       |
| 161                        | BS-TBS                                       |
| 171                        | BSテレ東                                     |
| 181                        | BSフジ                                       |
| 200                        | BS10                                         |
| 211                        | BS11イレブン                                 |
| 222                        | BS12トゥエルビ                               |
| 231                        | 放送大学テレビ                               |
| 260                        | J:COM BS                                     |
| 265                        | BSよしもと                                   |
| 531                        | 放送大学ラジオ                               |
| 4K8K BS放送                |                                              |
| 101                        | NHK BSプレミアム4K                           |
| 141                        | BS日テレ 4K                                  |
| 151                        | BS朝日 4K                                    |
| 161                        | BS-TBS 4K                                    |
| 171                        | BSテレ東 4K                                  |
| 181                        | BSフジ 4K                                    |
| CS放送（標準画質放送）     |                                              |
| 018                        | お天気チャンネル                             |
| CS放送（ハイビジョン放送） |                                              |
| 016                        | NHKワールドTV                                |
| 611                        | スカイA                                      |
| 612                        | GAORA SPORTS                                 |
| 613                        | J sports 1                                   |
| 614                        | J sports 2                                   |
| 610                        | J sports 3                                   |
| 617                        | ゴルフネットワーク                           |
| 618                        | 日テレジータス                               |
| 620                        | ムービープラス                               |
| 622                        | チャンネルNECO                               |
| 630                        | ファミリー劇場                               |
| 632                        | アクションチャンネル                         |
| 634                        | 時代劇専門チャンネル                         |
| 635                        | LaLa TV                                      |
| 637                        | ミステリチャンネル                           |
| 638                        | TBSチャンネル1                               |
| 639                        | ディズニー・チャンネル                       |
| 641                        | アニマックス                                 |
| 642                        | キッズステーション                           |
| 643                        | ディズニー・ジュニア                         |
| 645                        | テレ朝チャンネル1 ドラマ・バラエティ・アニメ |
| 648                        | チャンネル銀河                               |
| 651                        | 日経CNBC                                     |
| 654                        | TBS NEWS                                     |
| 655                        | ヒストリーチャンネル                         |
| 656                        | ディスカバリーチャンネル                     |
| 658                        | テレ朝チャンネル2 ニュース・スポーツ         |
| 660                        | ミュージック・エア                           |
| 662                        | スペースシャワーTV                           |
| 664                        | 歌謡ポップスチャンネル                       |
| 669                        | TBSチャンネル2                               |
| 670                        | 囲碁・将棋チャンネル                         |
| 671                        | ショップチャンネル                           |
| 672                        | QVC                                          |
| 676                        | 釣りビジョン                                 |
| 677                        | 旅チャンネル                                 |
| 680                        | MONDO TV                                     |
| 681                        | フジテレビTWO                                |
| 682                        | フジテレビONE                                |

この他追加料金で、以下のチャンネルが利用できる。
「WOWOW　プライム・ライブ・シネマ」「BS10スターチャンネル」「衛星劇場」「V☆パラダイス」「東映チャンネル」「AT-X」「フジテレビNEXT」「Mnet HD」「グリーンチャンネルHD、グリーンチャンネル2HD」「J sports 4」「プレイボーイチャンネル（20禁）」「チャンネル・ルビー（20禁）」

### ラジオ局
| 周波数(MHz) | 放送局         |
| ----------- | -------------- |
| 78.0        | Kiss FM KOBE   |
| 78.8        | V-air          |
| 82.5        | FM鳥取         |
| 85.8        | NHK鳥取FM      |
| 88.8        | NHK鳥取第1放送 |

- データ放送ではFM鳥取・エフエム山陰・NHK-FMのみ聴取可能。

## 主な出資団体
- 鳥取県
- 鳥取市
- 岩美町
- 若桜町
- 智頭町
- 八頭町
- 鳥取銀行（とりぎん）
- 山陰合同銀行（ごうぎん）
- 鳥取信用金庫（とりしん）
- 日本海テレビジョン放送（NKT）
- 新日本海新聞社（日本海新聞）
- 鳥取商工会議所
- 鳥取県中小企業団体中央会
- 鳥取県商工会連合会
- 鳥取いなば農業協同組合（JA鳥取いなば）
- 鳥取県農業協同組合中央会
- 大山日ノ丸証券
- 富士通
- 西日本電信電話（NTT西日本）
- 中国電力
- 日本交通 (鳥取県)（日交バス、日交タクシー）
- 日ノ丸自動車（日ノ丸バス）
- 丸由
- 日本海信販
- とりぎんリース
- 親和商事
- 山陰総合リース
- 全国農業協同組合連合会（JA全農）
- 鳥取県信用農業協同組合連合会
- 全国共済農業協同組合連合会